# Europa Unida
Europa Unida - Europe United fue una alianza de partidos políticos en desarrollo, europeísta y federalista. Su principal objetivo es la creación de una Europa federal que abarque todo el territorio europeo (los 46 miembros del Consejo de Europa más Bielorrusia).

## Principios
- Solidaridad europea frente a intereses nacionales que no sean esenciales.
- Solidaridad global frente a intereses europeos no esenciales.
- Intereses propios racionalizados en vez de otros menos importantes.
- Los intereses europeos primero.
- Cooperación global en vez de ejercicio unilateral del poder.
- Toma común de decisiones en vez de coerción.
- Democracia verdadera en vez de burocracia.
- Laicismo en vez de religión de estado.
- Dinamismo en vez de proteccionismo.
- Derechos humanos universales.
- Diversidad cultural.
- Desarrollo sostenible.
- Justicia social

## Programa político
Programa Seguridad
Europa Unida cree en una estrategia paneuropea integradora de lucha contra el terrorismo y el crimen organizado. Tal estrategia debería incluir a todos los elementos de la sociedad y ser activa en cuanto a garantizar la seguridad de los ciudadanos europeos, respetando al mismo tiempo la Carta europea de los derechos humanos.
Defensa
Europa Unida cree que la UE debería tener una capacidad militar propia: la Unidad de Defensa, que se desarrollaría al margen de los ejércitos nacionales existentes. La política militar y las operaciones emprendidas al nivel europeo, que impliquen a las fuerzas de la UE y de sus miembros deben ser organizadas según una política de defensa común, que siga los principios de no agresión, de independencia operacional y de respeto del derecho internacional.
Inmigración
Europa Unida cree que la diversidad es generadora de fuerza y reconoce los derechos y contribuciones de los inmigrantes. Apoyamos programas que faciliten la integración a través del diálogo intercultural y las leyes contra la discriminación, no la uniformidad cultural forzada. Aceptamos nuestras responsabilidades de asilo según la Convención de Ginebra, pero reconocemos que la inmigración debería estar limitada por nuestra capacidad de absorción y nuestras necesidades de seguridad. Pensamos que la UE tiene que desempeñar un papel para asegurar la repartición a partes iguales entre los Estados miembros de la presión del flujo inmigratorio.
Constitución y estructura de la UE
Europa Unida apoya la ratificación del Tratado constitucional actual como una mejora de la estructura constitucional actual de la unión, aun siendo una solución inadecuada. En última instancia queremos una constitución alternativa que construya una estructura institucional completamente democrática para la UE, y reemplace todos los vetos nacionales con votos por mayoría cualificada.
Política exterior
Europa Unida cree que Europa será una verdadera fuerza que luche contra las amenazas globales y los desafíos contra la paz y la prosperidad, si tiene una sola voz en política exterior. Esta política debería ser guiada por los principios de multilateralismo y el respeto del derecho internacional. La UE debería utilizar su influencia y su ejemplo económicos para promover la democracia, los derechos humanos, el estado de derecho y el desarrollo sostenible.
Energía
Los principios clave de la política energética de Europa Unida son el desarrollo sostenible, la autosuficiencia y la reducción de los gases de efecto invernadero. Favorecemos una política energética común firme para asegurar una mayor cooperación entre Estados miembros, la seguridad y la diversidad del abastecimiento, y la reducción de nuestra dependencia energética de países terceros, particularmente los que están en regiones inestables del mundo.
Lenguas
Europa Unida cree en la adopción de una lengua de trabajo única en Europa, elegida por un referéndum paneuropeo. Para garantizar una competencia suficiente en esta y en las lenguas nacionales, favorecemos un sistema educativo bilingüe en todos los Estados miembros que impulse el aprendizaje de otras lenguas, como parte de nuestro ideal de promoción de la diversidad.
Medios de comunicación
Europa Unida quiere que se cree un centro de emisión de información paneuropeo, en la mejor tradición de los medios de comunicación públicos, protegido de la parcialidad comercial y política. Este servicio debería ser accesible en todas las lenguas oficiales de la UE. Reconocemos y fomentamos también unos medios europeos libres y diversos, como la principal garantía de la libertad de expresión y de la pluralidad de los puntos de vista.
Cultura
Europa Unida cree que la UE debe desempeñar un papel en el apoyo a las culturas minoritarias, que son vitales en la promoción de la diversidad en la unión. Un tal apoyo solo debería hacerse a instancias del promotor y debería ser justamente distribuido entre los Estados miembros y las regiones. También apoyamos eventos culturales y deportivos paneuropeos, para promover la solidaridad entre europeos.
Ampliación de la UE
Europa Unida cree que todos los estados europeos (definimos “estado europeo” como todo estado miembro del Consejo de Europa y Bielorrusia) deberían ser elegibles para integrar la UE, y tener el derecho a llevar a cabo campañas para dicha integración. Sin embargo, para preservar el carácter democrático de Europa, pedimos que este proceso esté condicionado por el respeto, por el país en cuestión, de los criterios del acuerdo de Copenhague, por un referéndum paneuropeo específico sobre la integración de cada país, y por un referéndum en el país en cuestión. Europa Unida acepta miembros de todos los estados elegibles para la integración según nuestra política de ampliación.
Economía
Europa Unida cree que el objetivo clave de las políticas económicas debería ser el aumento de los niveles de vida y de las oportunidades ofrecidas a todos los europeos. Por esta razón apoyamos un planteamiento flexible, que no sea guiado por ideologías económicas fijas sino por el impacto práctico de las orientaciones. Nuestro mayor reto es conseguir un equilibrio entre el crecimiento económico, el dinamismo y la eficacia de la economía abierta, y la seguridad, el desarrollo sostenible, y la cohesión que solo la intervención del estado puede garantizar. Además, Europa Unida reconoce que el paro es uno de los mayores problemas en Europa, y actuará con vistas a mejorar la legislación y desarrollar la cooperación paneuropea de las fuerzas laborales y de los sindicatos.
Educación
Europa Unida cree en la importancia de la educación para promover la posibilidad para los europeos de estudiar en toda la unión, apoyando la homologación o unificación de diplomas y niveles de enseñanza. También apoyamos la cooperación entre universidades y el sector comercial como un modo de asegurar el uso rápido de la investigación y desarrollo y una fuerza laboral competitiva. Además queremos ver centros de investigación de excelencia financiados por la instancia europea en todos los sectores académicos y en toda la UE, para proteger el aprendizaje no comercial, la diversificación de las oportunidades educativas para que se adapten a todos los tipos y habilidades, y la promoción de la formación profesional.
Transportes
La política de transportes de Europa Unida está dirigida hacia los objetivos de reducir las emisiones de gases de efecto invernadero, asegurando al mismo tiempo conexiones más rápidas y accesibles a través de Europa. Con este objetivo apoyamos inversiones intensivas en una red paneuropea de trenes de alta velocidad, y de ríos y canales navegables. Europa Unida también cree que las soluciones que no dañen al medio ambiente deben ser preferidas.
Salud
Europa Unida respeta la autoridad de los Estados miembros para ofrecer atención sanitaria primaria, pero recomienda el establecimiento de estándares mínimos que deberían ser respetados en cada estado miembro, con el objetivo de crear un espacio europeo de bienestar social.
Social y justicia
La política social de Europa Unida se basa en tres principios clave: asegurar el respeto a los derechos humanos de todos nuestros ciudadanos; impedir que se desarrolle una diferencia de niveles de vida y de oportunidades entre ellos; promover la cohesión y la solidaridad entre comunidades y culturas. Si consideramos que la atribución de servicios sociales es responsabilidad de los Estados miembros, de acuerdo con nuestro principio de subsidiaridad, creemos que la UE tiene un papel que desempeñar estableciendo estándares mínimos, fijando líneas de conducta y financiando proyectos.
Medio ambiente
Los cuatro objetivos principales de la política de medio ambiente de Europa Unida son: asegurar que cada europeo pueda vivir a salvo de los riesgos que la actividad humana hace correr a la salud y a la seguridad; preservar la diversidad biológica de nuestro continente; preservar la belleza del campo europeo; y preservar la estabilidad del medio ambiente, con los recursos naturales y los servicios que nos proporciona a todos. Europa Unida milita por el respeto del principio de precaución cuando se trata de actividades que podrían tener consecuencias negativas para el medio ambiente.
Asuntos europeos
Europa Unida cree en una familia europea que incluye a toda Europa, más allá de las fronteras de la UE. Sean miembros de la UE o no, nuestro partido considera a todos los miembros del Consejo de Europa y a Bielorrusia como igualmente europeos y, por lo tanto, merecedores igualmente de nuestra atención. Europa Unida se ha dado las prioridades siguientes para el continente: promover la visión de una Europa unida; proveer ayuda y seguridad para todas las naciones europeas; desarrollar la economía, la identidad y la diversidad europeas; proteger la democracia pluralista y el estado de derecho; luchar contra la discriminación contra las minorías, la xenofobia y la intolerancia; proteger y recuperar el medio ambiente europeo; hacer firmemente campaña contra las drogas, el sida, el terrorismo y el crimen organizado; y finalmente obrar para evitar y resolver todos los conflictos violentos en el escenario europeo.
Agricultura y pesca
Europa Unida quiere ver una reforma de la PAC y la abolición de todos los subsidios que no estén conectados con:-
a) Las formas de agricultura y pesca biológicas y de cultivo intensivo, de acuerdo con nuestros objetivos en relación con la ecología y la salud para Europa.
b) La biodiversidad y las formas biodiversas de utilización del suelo y de las aguas, que hacen a la ecología europea más fuerte y la protegen contra los resultados potencialmente catastróficos del monocultivo.
c) El apoyo de formas locales y a pequeña escala de utilización del suelo y de las aguas, de acuerdo con nuestro principio de promoción de la diversidad y nuestra preocupación por los estados entrantes, en los que grandes sectores de la población están empleados en la agricultura de pequeña escala.
d) El apoyo a sectores específicos como la forestación y los productos energéticos, que tienen implicaciones estratégicas en nuestros objetivos más generales para el medio ambiente.
Ciencia e investigación
Europa Unida cree que es un imperativo para la UE que prosiga una política eficiente en relación con la innovación científica y tecnológica, si nuestras economías deben seguir siendo competitivas en el futuro. Esto significa directamente que una proporción mucho más importante del PIB debe ser invertida en la investigación fundamental y aplicada.